# Apororhynchus bivolucrus
Apororhynchus bivolucrus son una especie de gusanos parásitos microscópicos del género Apororhynchus que se adhieren en las paredes intestinales de los vertebrados. Estos especímenes fueron descritos por Das en 1950.